# 98 av. J.-C.
Cette page concerne l'année 98 av. J.-C. du calendrier julien proleptique.

## Événements
- 2 novembre 99 av. J.-C. (1er janvier 656 du calendrier romain) : début à Rome du consulat de Quintus Caecilius Metellus Nepos et Titus Didius[1].
  - Marc Antoine l'Orateur assure la défense de l’ancien consul Manius Aquilius Nepos, accusé de concussion et obtient son acquittement en exhibant ses cicatrices aux jurés[1].
  - Le consul Titus Didius est envoyé comme gouverneur en Hispanie citérieure pour lutter contre les Celtibères qui se sont encore révoltés (fin en 93 av. J.-C.)[1].
  - Lex Caecilia Didia interdisant l’usage de leges per saturam qui réunissent dans un même projet de loi des dispositions hétérogènes, afin selon Cicéron d’épargner au peuple la contrainte d’accepter ce qui lui déplaît ou de refuser ce qui lui plaît[2].

- Monopole d’État sur les alcools dans la Chine des Han[3].

## Naissances
- Lucrèce, poète latin (date approximative).

## Décès
- Kaika, empereur légendaire du Japon.